# Pentasacme shanense
Pentasacme shanense är en oleanderväxtart som beskrevs av Macgregor och W. W. Smith. Pentasacme shanense ingår i släktet Pentasacme och familjen oleanderväxter. Inga underarter finns listade i Catalogue of Life.